# Anacroneuria handlirschi
Anacroneuria handlirschi és una espècie d'insecte plecòpter pertanyent a la família dels pèrlids.

## Descripció
- Els adults presenten el cap groc, el primer segment de les antenes marró clar i les membranes alars hialines amb la nervadura marró.
- Les ales anteriors del mascle fan entre 13 i 14 mm de llargària i les de la femella 15-16.
- La placa subgenital de la femella té quatre lòbuls.
- Els ganxos del mascle són esvelts.
- La nimfa no ha estat encara descrita.[5]

## Hàbitat
En el seu estadi immadur és aquàtic i viu a l'aigua dolça, mentre que com a adult és terrestre i volador.

## Distribució geogràfica
Es troba a Sud-amèrica: el sud del Perú i el nord de Bolívia.